# Metiturale

Il Metiturale o metiturale sodico è un composto derivato dei barbiturici che era stato utilizzato in Germania e Italia, come anestetico per via venosa, di durata d'azione estremamente breve.
Se confrontato al tiopentale, il composto si caratterizzava per una più breve emivita. Tuttavia il suo utilizzo non mostrava ulteriori elementi di superiorità, a fronte di un costo elevato. Per tale motivo fu abbandonato verso la fine degli anni 50.

## Sintesi

Sintesi di metiturale: Zima, Von Werder, (1957 to E. Merck).

Una catena laterale un po' più complessa viene incorporata per alchilazione del carbanione del cianoacetato (1) sostituito con 2-cloroetilmetil solfuro (2). La condensazione del cianoestere risultante (3) con tiourea seguita da idrolisi dell'immina risultante dà luogo al metiturale.